# Shockley Semiconductor Laboratory

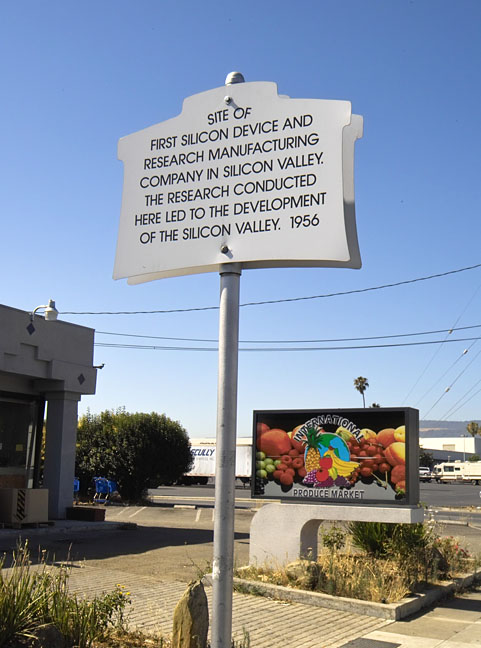
O edifício original de Shockley na Rua San Antonio, 391, em Mountain View na Califórnia, foi um mercado de produtos em 2006.

O Shockley Semiconductor Laboratory, uma divisão da Backman Instruments, foi o primeiro estabelecimento a trabalhar com dispositivos com semicondutores de silício, e foi estabelecido onde veio a ser conhecido como o Vale do Silício. Em 1957, o seus 8 principais cientistas deixaram a empresa e formaram a Fairchild Semiconductor, uma perda na qual nunca se recuperou. Foi comprada pela Clevite em 1960, e foi oficialmente fechada logo após ser vendida para ITT em 1968.

## O retorno de Shockley para Califórnia
William Shockley fez o seu curso de graduação no Caltech e mudou-se para o leste para completar seu doutorado no MIT. Formou-se em 1936 e, imediatamente, começou a trabalhar na Bell Labs. Através das décadas de 1930 e 40, trabalhou em dispositivos eletrônicos, e cada vez mais com materiais semicondutores. Isso levou, em 1947, a criação do primeiro Transístor, em parceria com John Bardeen, Walter Houser Brattain e outros. No decorrer do começo da década de 1950, uma série de eventos levou Shockley a se tornar cada vez mais chateado com a administração da Bell, e, especialmente, com o que ele encarou como um menosprezo quando Bell promoveu os nomes de Bardeen e Brattain a frente do seu na patente do transistor. No entanto, os outros que trabalhavam com ele, sugeriram que a razão para esses problemas foi o estilo de gestão abrasivo de Shockley, e essa era a razão que ele era preterido para promoção na empresa. Essas questões vieram a tona em 1953 e ele tirou uma licença, voltando para Caltech como professor visitante.
Aqui Shockley iniciou uma amizade com Arnold Orville Beckman, que inventou o pHmetro em 1934. Nessa altura, Shockley havia se convencido que as capacidades naturais do silício significariam na eventual substituição do germânio como principal material para a construção do transistor. Texas Instruments tinha recentemente começado a produção dos transistores de silício (em 1954), e Shockley pensou que poderia fazer melhor. Backman concordou em apoiar os esforços de Shockley nessa área, sob amparo de sua empresa, Beckman Instruments. No entanto, a mãe de Shockley estava envelhecendo e adoecendo frequentemente, fazendo-o decidir morar mais perto de sua casa em Palo Alto.
O Shockley Semiconductor Laboratory iniciou os negócios em um pequeno lote comercial nas proximidades de Mountain View em 1956. Inicialmente, ele tentou contratar alguns trabalhadores daalumnus Bell Labs, mas nenhum deles queria deixar a costa leste, a então centro das pesquisas de mais alta tecnologia. Em vez disso, ele reuniu uma equipe de jovens cientistas e engenheiros e começou a projetar um novo tipo de sistema de crescimento de cristais que era capaz de produzir silícios monocristalinos, boules, sendo na época um prospecto difícil, dado o alto ponto de fusão do silício.

## Diodos Shockley
Embora os trabalhos de transistores continuou, Shockley teve a ideia de usar um dispositivo de quatro camadas (transistores são três) o que daria a possibilidade de travar nos estados ligado (ON) ou desligado (OFF) sem mais entradas de controle. Circuitos similares requerem vários transistores, tipicamente três, então para grandes redes de comutação, os novos diodos reduziriam bastante a complexidade. O diodo de quatro camadas é atualmente chamado de diodo Shockley.
Shockley se convenceu que o novo dispositivo seria tão importante quanto o transistor, e manteve todo o projeto como segredo, mesmo pra sua empresa. Isso levou a um comportamento cada vez mais paranoico. Em um incidente famoso, ele estava convencido que uma secretária cortou o dedo em um complô para prejudicá-lo e ordenou testes com  polígrafo para todos da empresa. Isso foi combinado com a gestão hesitante de Shockley com os projetos; algumas vezes sentiu que tornar a produção dos transistores básico imediata era proeminente, e de-enfatizaria o projeto do diodo Shockley a fim de tornar o sistema de produção "perfeito". Isso perturbou  diversos funcionários, e mini-rebeliões se tornaram comuns.

## Os Oito Traidores
Eventualmente um grupo de funcionários mais jovens passou por cima de Shockley, demandando a Arnold Beckman que alguém fosse trazido para substituir Shockley no papel da gerencia. Beckman inicialmente pareceu concordar com suas exigências, mas com o passar do tempo uma série de decisões onde Beckman favorecia Shockley deixou claro que nada tinha realmente mudado. Fartos, o grupo voltou-se para Fairchild Camera and Instrument de Sherman Fairchild, uma empresa do leste do E.U.A. com consideráveis contratos militares. Em 1957, Fairchild Semiconductor foi criada com planos em produzir transistores de silício. Shockley os denominou os "Os Oito Traidores":Julius Blank, Victor Grinich, Jean Hoerni, Eugene Kleiner, Jay Last, Gordon Moore, Robert Noyce, and Sheldon Roberts.
O oito, mais tarde, iria deixar Fairchild para começar empresas próprias entre elas Intel Corporation, AMD e outras. Após um período de 20 anos, 65 empresas diferentes foram criadas por equipes de 1ª e 2ª geração que traçaram suas origens no vale de Shockley Semiconductor.
Shockley nunca conseguiu fazer com que o diodo de quatro camadas fosse um sucesso comercial, apesar de eventualmente trabalhar nos detalhes técnicos e entrando em produção na década de 1960. A introdução do Circuito integrado permitiu que os vários transistores necessários para a produção de um interruptor fosse colocado sobre um único "chip", anulando assim a vantagem da contagem de partes do projeto de Shockley. Entretanto, a empresa teve uma série de outros projetos sucedidos, incluindo o primeiro estudo forte e teórico de Célula solar, desenvolvendo o seminal limite de Shockley-Queisser, que coloca um limite superior de 30% de eficiência nas células solares de silício básico.